# تريسي مارتن
تريسي آن مارتن (من مواليد 1 يوليو 1964) هي سياسية نيوزيلندية سابقة. كانت عضوًا في مجلس النواب النيوزيلندي بين عامي 2011 و2020، ممثلة حزب نيوزيلندا الأول.
شغلت مارتن منصب نائبة زعيم نيوزيلندا أولاً من عام 2013 إلى عام 2015. وشغلت منصب وزيرة الأطفال ووزيرة كبار السن ووزيرة الشؤون الداخلية ووزيرة مساعدة للتعليم من عام 2017 إلى عام 2020.